# Quadrangle d'Henie
Le quadrangle d'Henie (littéralement :  quadrangle du cratère Henie), aussi identifié par le code USGS V-58, est une région cartographique en quadrangle sur Vénus. Elle est définie par des latitudes comprises entre 50° et 75° S et des longitudes comprises entre 120° et 180° E,. Il tire son nom du cratère Henie (it).